# Prochoristis campylopa
Prochoristis campylopa är en fjärilsart som beskrevs av Edward Meyrick 1935. Prochoristis campylopa ingår i släktet Prochoristis och familjen Crambidae. Inga underarter finns listade i Catalogue of Life.